# Ламли-Саундерсон, Ричард, 4-й граф Скарборо
Ричард Ламли-Саундерсон, 4-й граф Скарборо (англ. Richard Lumley-Saunderson, 4th Earl of Scarbrough; май 1725 — 12 мая 1782) — британский пэр. Он носил титул учтивости — виконт Ламли с 1740 по 1752 год.

## Биография
Родился в мае 1725 года. Единственный сын Томаса Ламли-Саундерсона, 3-го графа Скарборо (ок. 1691—1752), и леди Фрэнсис Гамильтон (ок. 1700—1772). Он получил образование в Итонском колледже и в Королевском колледже Кембриджского университета.
15 марта 1752 года после смерти своего отца Ричард Ламли-Саундерсон унаследовал титулы 4-го графа Скарборо (Пэрство Англии), 5-го виконта Ламли из Уотерфорда (Пэрство Ирландии), 4-го виконта Ламли (Пэрство Англии) и 4-го барона Ламли из замка Ламли (Пэрство Англии), став членом Палаты лордов Великобритании.
В августе 1757 года он был назначен заместителем лейтенанта Западного райдинга Йоркшира. В октябре 1759 года он был назначен полковником батальона ополчения Северного Линкольншира, а 30 ноября 1761 года стал заместителем лейтенанта Линкольншира.
Лорд Скарборо был казначеем двора и заместителем графа-маршала с 1765 по 1777 год, и стал членом тайного совета Великобритании в 1765 году.

## Семья
12 декабря 1752 года лорд Скарборо женился на Барбаре Сэвил (? — 22 июля 1797), дочери сэра Джорджа Сэвила, 7-го баронета, и Мэри Пратт. У супругов было одиннадцать детей:
- Фрэнсис Барбара Ладлоу Ламли-Саундерсон (род. 25 февраля 1756)[3]
- Джордж Огастес Ламли-Саундерсон, 5-й граф Скарборо (22 сентября 1753 — 5 сентября 1807), старший сын и преемник отца.
- Ричард Ламли-Саундерсон, 6-й граф Скарборо (16 апреля 1757 — 17 июня 1832)
- Капитан Достопочтенный Томас Чарльз Ламли-Саундерсон (1758 — 3 сентября 1782)
- Преподобный Джон Ламли-Сэвил, 7-й граф Скарборо (15 июня 1760 — 21 февраля 1835)
- Достопочтенный Фредерик Ламли (17 октября 1761 — 20 сентября 1831)
- Леди Мэри Арабелла Ламли-Саундерсон (1763 — 1 мая 1817)
- Достопочтенный Сэвил Генри Ламли-Саундерсон (18 июня 1768 — 14 ноября 1846)
- Генерал Достопочтенный Уильям Ламли-Саундерсон (28 августа 1769 — 15 декабря 1850)
- Леди Луиза Ламли-Саундерсон (21 июля 1773 — 10 октября 1811)
- Леди София Ламли-Саундерсон (1777—1832).